# Beach volley ai Giochi della XXVIII Olimpiade - Torneo femminile

## Qualificazioni

### Girone A
| Team                                          | G: | V: | P: | SV: | SP: | PF: | PS: | Punti: |
| Kerri Walsh e Misty May, USA                  | 3  | 3  | 0  | 6   | 0   | 126 | 83  | 6      |
| Eva Celbova e Sona Novakova, Repubblica Ceca  | 3  | 2  | 1  | 4   | 2   | 120 | 110 | 5      |
| Ryoko Tokuno e Chiaki Kusuhara, Giappone      | 3  | 1  | 2  | 2   | 5   | 109 | 137 | 4      |
| Rebekka Kadijk e Marrit Leenstra, Paesi Bassi | 3  | 0  | 3  | 1   | 6   | 120 | 135 | 3      |

Risultati Girone A
| 15 agosto | 11:00 | Celbova & Novakova | 2 | - | 0 | Kadijk & Leenstra  |
| 15 agosto | 20:00 | Walsh & May        | 2 | - | 0 | Tokuno & Kusuhara  |
| 17 agosto | 10:00 | Celbova & Novakova | 2 | - | 0 | Tokuno & Kusuhara  |
| 17 agosto | 21:00 | Walsh & May        | 2 | - | 0 | Kadijk & Leenstra  |
| 19 agosto | 12:00 | Kadijk & Leenstra  | 1 | - | 2 | Tokuno & Kusuhara  |
| 19 agosto | 21:00 | Walsh & May        | 2 | - | 0 | Celbova & Novakova |

### Girone B
| Team                                                   | G: | V: | P: | SV: | SP: | PF: | PS: | Punti: |
| Shelda Bede e Adriana Behar, Brasile                   | 3  | 3  | 0  | 6   | 0   | 126 | 84  | 6      |
| Dalixia Fernandez Grasset e Tamara Larrea Peraza, Cuba | 3  | 2  | 1  | 4   | 3   | 129 | 125 | 5      |
| Daniela Gattelli e Lucilla Perrotta, Italia            | 3  | 1  | 2  | 3   | 4   | 124 | 128 | 4      |
| Leigh Ann Naidoo e Julia Willand, Sudafrica            | 3  | 0  | 3  | 0   | 6   | 84  | 126 | 3      |

Risultati Girone B
| 15 agosto | 17:30 | Fernandez Grasset & Larrea Peraza | 2 | - | 1 | Gattelli & Perrotta               |
| 15 agosto | 22:00 | Bede & Behar                      | 2 | - | 0 | Naidoo & Willard                  |
| 17 agosto | 12:00 | Fernandez Grasset & Larrea Peraza | 2 | - | 0 | Naidoo & Willard                  |
| 17 agosto | 16:30 | Bede & Behar                      | 2 | - | 0 | Gattelli & Perrotta               |
| 19 agosto | 11:00 | Gattelli & Perrotta               | 2 | - | 0 | Naidoo & Willard                  |
| 19 agosto | 15:30 | Bede & Behar                      | 2 | - | 0 | Fernandez Grasset & Larrea Peraza |

### Girone C
| Team                                                | G: | V: | P: | SV: | SP: | PF: | PS: | Punti: |
| Susanne Lahme e Danja Musch, Germania               | 3  | 2  | 1  | 5   | 4   | 156 | 143 | 5      |
| Ana Paula Connelly e Sandra Pires, Brasile          | 3  | 2  | 1  | 5   | 2   | 131 | 118 | 5      |
| Vasiliki Arvaniti e Efthalia Koutroumanidou, Grecia | 3  | 1  | 2  | 3   | 5   | 131 | 140 | 4      |
| Nila Håkedal e Ingrid Tørlen, Norvegia              | 3  | 1  | 2  | 3   | 5   | 132 | 149 | 4      |

Risultati Girone C
| 15 agosto | 15:30 | Ana Paula & Sandra Pires  | 2 | - | 0 | Håkedal & Tørlen          |
| 15 agosto | 21:00 | Lahme & Musch             | 2 | - | 1 | Arvaniti & Koutroumanidou |
| 17 agosto | 17:30 | Ana Paula & Sandra Pires  | 2 | - | 0 | Arvaniti & Koutroumanidou |
| 17 agosto | 23:00 | Lahme & Musch             | 1 | - | 2 | Håkedal & Tørlen          |
| 19 agosto | 17:30 | Ana Paula & Sandra Pires  | 1 | - | 2 | Lahme & Musch             |
| 19 agosto | 23:00 | Arvaniti & Koutroumanidou | 2 | - | 1 | Håkedal & Tørlen          |

### Girone D
| Squadra                                       | G: | V: | P: | SV: | SP: | PF: | PS: | Punti: |
| Holly McPeak e Elaine Youngs, USA             | 3  | 3  | 0  | 6   | 2   | 148 | 124 | 6      |
| Guylaine Dumont e Annie Martin, Canada        | 3  | 2  | 1  | 5   | 2   | 135 | 123 | 5      |
| Kathrine Maaseide e Susanne Glesnes, Norvegia | 3  | 1  | 2  | 2   | 5   | 127 | 144 | 4      |
| Nicole Schnyder e Simone Kuhn, Svizzera       | 3  | 0  | 3  | 2   | 6   | 134 | 153 | 3      |

Risultati Girone D
| 14 agosto | 14:30 | Schnyder & Kuhn | 0 | - | 2 | Dumont & Martin    |
| 14 agosto | 20:00 | McPeak & Youngs | 2 | - | 0 | Maaseide & Glesnes |
| 16 agosto | 17:30 | Schnyder & Kuhn | 1 | - | 2 | Maaseide & Glesnes |
| 16 agosto | 23:00 | McPeak & Youngs | 2 | - | 1 | Dumont & Martin    |
| 18 agosto | 15:30 | Dumont & Martin | 2 | - | 0 | Maaseide & Glesnes |
| 18 agosto | 20:00 | McPeak & Youngs | 2 | - | 1 | Schnyder & Kuhn    |

### Girone E
| Squadra                                            | G: | V: | P: | SV: | SP: | PF: | PS: | Punti: |
| Okka Rau e Stephanie Pohl, Germania                | 3  | 2  | 1  | 5   | 2   | 138 | 119 | 5      |
| Natalie Cook e Nicole Sanderson, Australia         | 3  | 2  | 1  | 4   | 3   | 127 | 126 | 5      |
| Tzvetelina Yanchulova e Petia Yanchulova, Bulgaria | 3  | 2  | 1  | 4   | 3   | 124 | 131 | 5      |
| Lu Wang e Wenhui You, Cina                         | 3  | 0  | 3  | 1   | 6   | 126 | 139 | 3      |

Risultati Girone E
| 14 agosto | 12:00 | Rau & Pohl       | 2 | - | 0 | Wang & You              |
| 14 agosto | 16:30 | Cook & Sanderson | 2 | - | 0 | Yanchulova & Yanchulova |
| 16 agosto | 11:00 | Rau & Pohl       | 1 | - | 2 | Yanchulova & Yanchulova |
| 16 agosto | 12:00 | Cook & Sanderson | 2 | - | 1 | Wang & You              |
| 18 agosto | 09:00 | Wang & You       | 0 | - | 2 | Yanchulova & Yanchulova |
| 18 agosto | 23:00 | Cook & Sanderson | 0 | - | 2 | Rau & Pohl              |

### Girone F
| Team                                                     | G: | V: | P: | SV: | SP: | PF: | PS: | Punti: |
| Summer Lochowicz e Kerri Pottharst, Australia            | 3  | 3  | 0  | 6   | 1   | 142 | 130 | 6      |
| Vasiliki Karadassiou e Effrosyni Sfyri, Grecia           | 3  | 2  | 1  | 5   | 2   | 134 | 113 | 5      |
| Tian Jia e Wang Fei, Cina                                | 3  | 1  | 2  | 2   | 4   | 109 | 118 | 4      |
| Mayra Aide Garcia Lopez e Hilda Gaxiola Alvarez, Messico | 3  | 0  | 3  | 0   | 6   | 108 | 132 | 3      |

Risultati Girone F
| 14 agosto | 10:00 | Tian & Wang           | 0 | - | 2 | Lochowicz & Pottharst          |
| 14 agosto | 22:00 | Karadassiou & Sfyri   | 2 | - | 0 | Garcia Lopez & Gaxiola Alvarez |
| 16 agosto | 15:30 | Tian & Wang           | 2 | - | 0 | Garcia Lopez & Gaxiola Alvarez |
| 16 agosto | 22:00 | Karadassiou & Sfyri   | 1 | - | 2 | Lochowicz & Pottharst          |
| 18 agosto | 10:00 | Lochowicz & Pottharst | 2 | - | 0 | Garcia Lopez & Gaxiola Alvarez |
| 18 agosto | 22:00 | Karadassiou & Sfyri   | 2 | - | 0 | Tian & Wang                    |

### Ottavi di finale
| 21 agosto | 20:00 | Walsh & May                       | 2 | - | 0 | Tian & Wang         |
| 20 agosto | 21:00 | Fernandez Grasset & Larrea Peraza | 0 | - | 2 | Dumont & Martin     |
| 21 agosto | 22:00 | Arvaniti & Koutroumanidou         | 1 | - | 2 | Rau & Pohl          |
| 21 agosto | 17:30 | Celbova & Novakova                | 0 | - | 2 | McPeak & Youngs     |
| 20 agosto | 14:30 | Lahme & Musch                     | 1 | - | 2 | Gattelli & Perrotta |
| 20 agosto | 15:30 | Lochowicz & Pottharst             | 0 | - | 2 | Cook & Sanderson    |
| 20 agosto | 22:00 | Ana Paula & Sandra Pires          | 2 | - | 0 | Karadassiou & Sfyri |
| 21 agosto | 23:00 | Yanchulova & Yanchulova           | 1 | - | 2 | Bede & Behar        |

### Quarti di finale
| 22 agosto | 16:30 | Walsh & May              | 2 | - | 0 | Dumont & Martin  |
| 22 agosto | 17:30 | McPeak & Youngs          | 2 | - | 0 | Rau & Pohl       |
| 22 agosto | 22:00 | Gattelli & Perrotta      | 1 | - | 2 | Cook & Sanderson |
| 22 agosto | 23:00 | Ana Paula & Sandra Pires | 1 | - | 2 | Bede & Behar     |

### Semifinali
| 23 agosto | 20:00 | Walsh & May      | 2 | - | 0 | McPeak & Youngs |
| 23 agosto | 19:00 | Cook & Sanderson | 0 | - | 2 | Bede & Behar    |

### Finale 3º-4º posto
| 24 agosto | 19:30 | McPeak & Youngs | 2 | - | 1 | Cook & Sanderson |

### Finale 1º-2º posto
| 24 agosto | 21:00 | Walsh & May | 2 | - | 0 | Bede & Behar |